# پت بورک (بازیکن فوتبال)
پت بورک (انگلیسی: Pat Burke; ۲۷ دسامبر ۱۸۸۹ – ۲۸ ژانویهٔ ۱۹۴۲) بازیکن فوتبال اهل بریتانیا بود.
از باشگاه‌هایی که در آن بازی کرده‌است می‌توان به باشگاه فوتبال دارلینگتون و باشگاه فوتبال بلکپول اشاره کرد.